# Đội tuyển bóng chuyền nam quốc gia Ba Lan
Đội tuyển bóng chuyền nam quốc gia Ba Lan là đội bóng đại diện cho Ba Lan tại các cuộc thi tranh giải và trận đấu giao hữu bóng chuyền nam ở phạm vi quốc tế.

## Đội hình

### Đội hình hiện tại

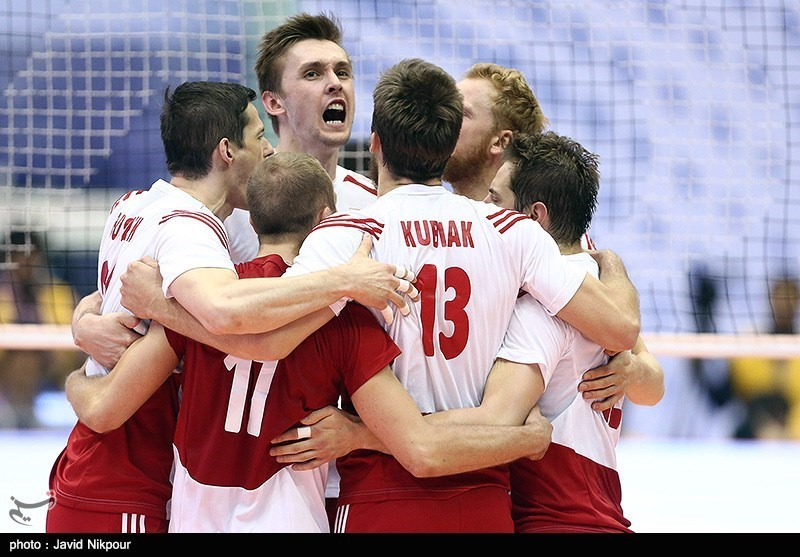
Đội tuyển tại giải World League 2014

Dưới đây là danh sách các thành viên đội tuyển nam quốc gia Ba Lan tham dự giải European Championship 2017 (cập nhật ngày 16 tháng 8 năm 2017).
| Huấn luyện viên chính:    | Ferdinando De Giorgi             |
| Trợ lý:                   | Piotr Gruszka, Oskar Kaczmarczyk |
| Huấn luyện viên thể chất: | Piotr Pietrzak                   |
| Bác sĩ:                   | Jan Sokal                        |
| Trị liệu thể chất:        | Tomasz Pieczko, Michał Roczek    |
| Bác sĩ tâm lý:            | Giuliano Bergamaschi             |
| Giám sát:                 | Iwo Wagner                       |
| Truyền thông:             | Mariusz Szyszko                  |
| Quản lý:                  | Andrzej Wołkowycki               |

| Stt. | Tên                 | Ngày sinh        | Chiều cao           | Cân nặng        | Nhảy đập        | Nhảy chắn       | Câu lạc bộ năm 2016-17 |
| ---- | ------------------- | ---------------- | ------------------- | --------------- | --------------- | --------------- | ---------------------- |
| 3    | Dawid Konarski      | 31 tháng 8, 1989 | 1,98 m (6 ft 6 in)  | 93 kg (205 lb)  | 353 cm (139 in) | 320 cm (130 in) | ZAKSA Kędzierzyn-Koźle |
| 5    | Łukasz Kaczmarek    | 29 tháng 6, 1994 | 2,04 m (6 ft 8 in)  | 99 kg (218 lb)  | 354 cm (139 in) | 332 cm (131 in) | Cuprum Lubin           |
| 6    | Bartosz Kurek       | 29 tháng 8, 1988 | 2,07 m (6 ft 9 in)  | 104 kg (229 lb) | 375 cm (148 in) | 340 cm (130 in) | PGE Skra Bełchatów     |
| 7    | Artur Szalpuk       | 20 tháng 3, 1995 | 2,02 m (6 ft 8 in)  | 91 kg (201 lb)  | 350 cm (140 in) | 335 cm (132 in) | PGE Skra Bełchatów     |
| 9    | Bartłomiej Lemański | 13 tháng 3, 1996 | 2,17 m (7 ft 1 in)  | 103 kg (227 lb) | 360 cm (140 in) | 345 cm (136 in) | Asseco Resovia Rzeszów |
| 10   | Damian Wojtaszek    | 7 tháng 9, 1988  | 1,80 m (5 ft 11 in) | 76 kg (168 lb)  | 330 cm (130 in) | 301 cm (119 in) | Asseco Resovia Rzeszów |
| 11   | Fabian Drzyzga      | 3 tháng 1, 1990  | 1,96 m (6 ft 5 in)  | 90 kg (200 lb)  | 335 cm (132 in) | 325 cm (128 in) | Asseco Resovia Rzeszów |
| 12   | Grzegorz Łomacz     | 1 tháng 10, 1987 | 1,87 m (6 ft 2 in)  | 81 kg (179 lb)  | 330 cm (130 in) | 309 cm (122 in) | Cuprum Lubin           |
| 13   | Michał Kubiak (C)   | 23 tháng 2, 1988 | 1,93 m (6 ft 4 in)  | 87 kg (192 lb)  | 328 cm (129 in) | 312 cm (123 in) | Panasonic Panthers     |
| 15   | Jakub Kochanowski   | 17 tháng 7, 1997 | 1,99 m (6 ft 6 in)  | 84 kg (185 lb)  | 348 cm (137 in) | 313 cm (123 in) | Indykpol AZS Olsztyn   |
| 16   | Łukasz Wiśniewski   | 3 tháng 2, 1989  | 1,98 m (6 ft 6 in)  | 93 kg (205 lb)  | 347 cm (137 in) | 335 cm (132 in) | ZAKSA Kędzierzyn-Koźle |
| 17   | Paweł Zatorski      | 21 tháng 6, 1990 | 1,84 m (6 ft 0 in)  | 73 kg (161 lb)  | 328 cm (129 in) | 311 cm (122 in) | ZAKSA Kędzierzyn-Koźle |
| 20   | Mateusz Bieniek     | 5 tháng 4, 1994  | 2,10 m (6 ft 11 in) | 98 kg (216 lb)  | 351 cm (138 in) | 329 cm (130 in) | ZAKSA Kędzierzyn-Koźle |
| 21   | Rafał Buszek        | 28 tháng 4, 1987 | 1,98 m (6 ft 6 in)  | 88 kg (194 lb)  | 347 cm (137 in) | 327 cm (129 in) | ZAKSA Kędzierzyn-Koźle |